# Grand magasin

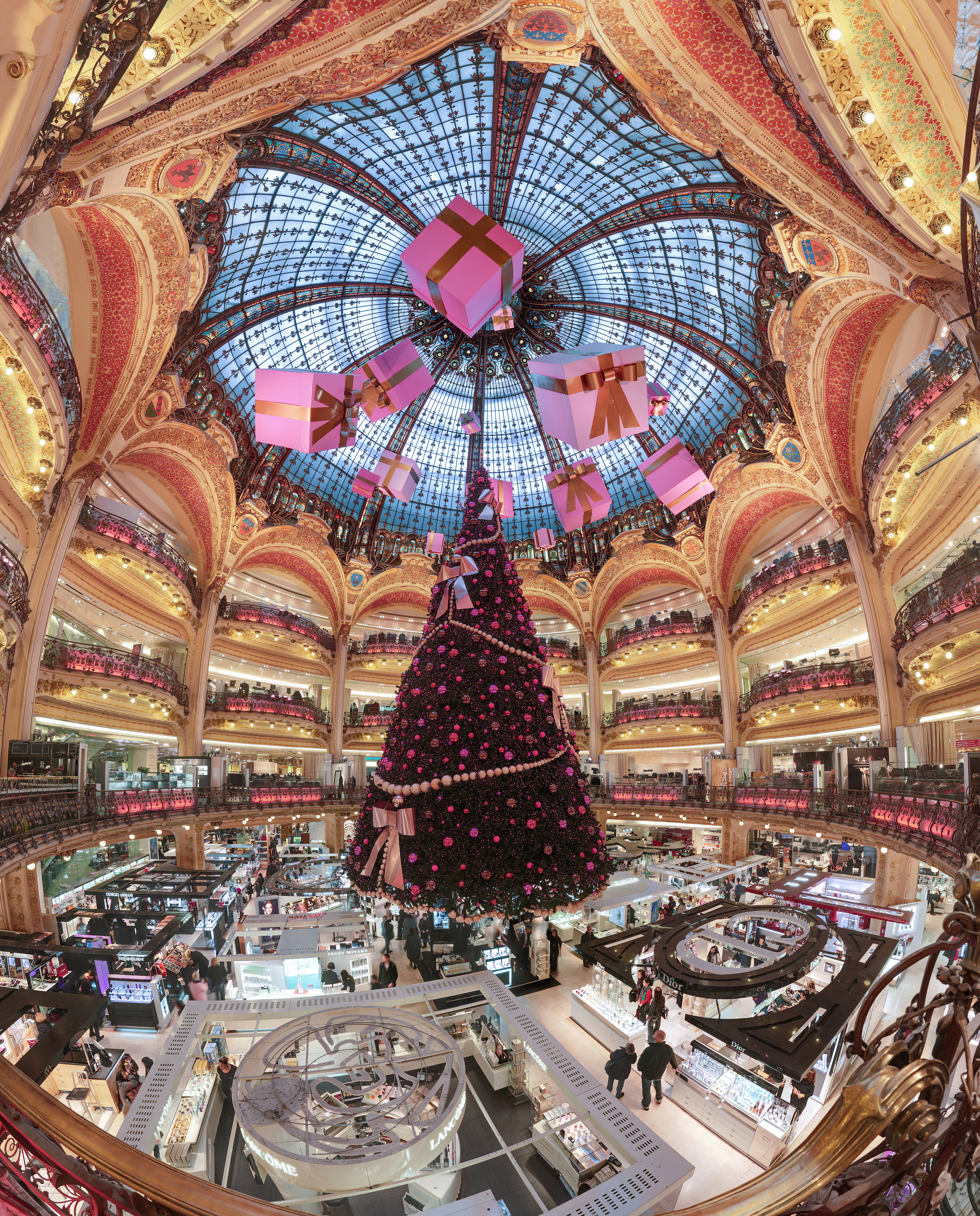
Les Galeries Lafayette du boulevard Haussmann à Paris.

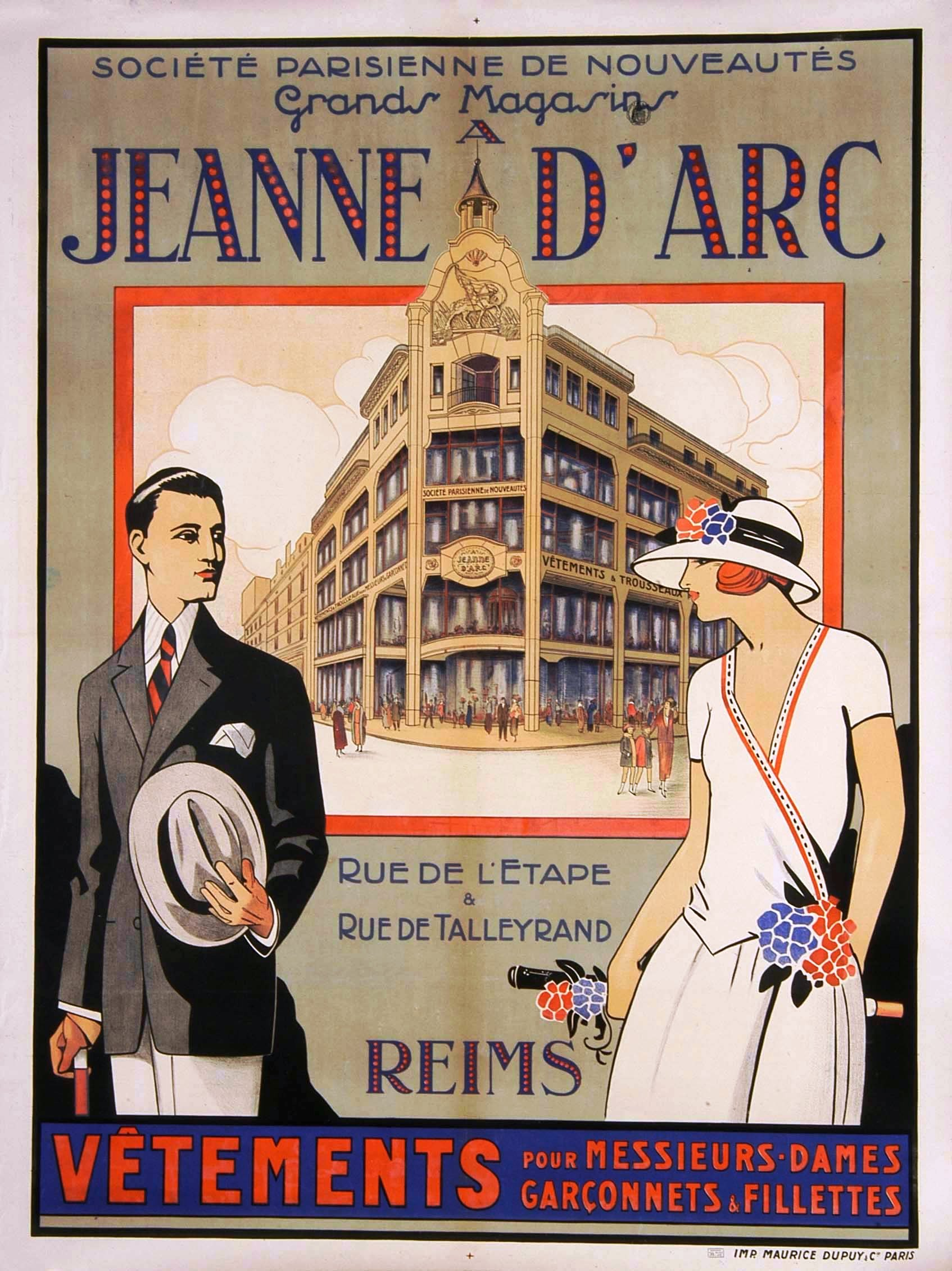
Grands Magasins A. Jeanne d'Arc implanté en centre-ville de Reims, 1924.

Un grand magasin est un commerce de détail multi-spécialiste exploité par une société commerciale unique.
L'assortiment des marchandises proposé est large : celles-ci sont exposées dans des rayons spécialisés répartis sur une grande surface allant de 2 500 à 92 000 m2.
Généralement implantée en centre-ville et occupant plusieurs étages d'un bâtiment, cette forme de commerce apparaît au cours de la seconde partie du XIXe siècle.
Depuis les Trente Glorieuses, les points de vente multi-spécialistes — concurrencés par la grande distribution — ont été contraints de se restructurer et de se repositionner (le plus souvent dans le haut de gamme).

## Historique

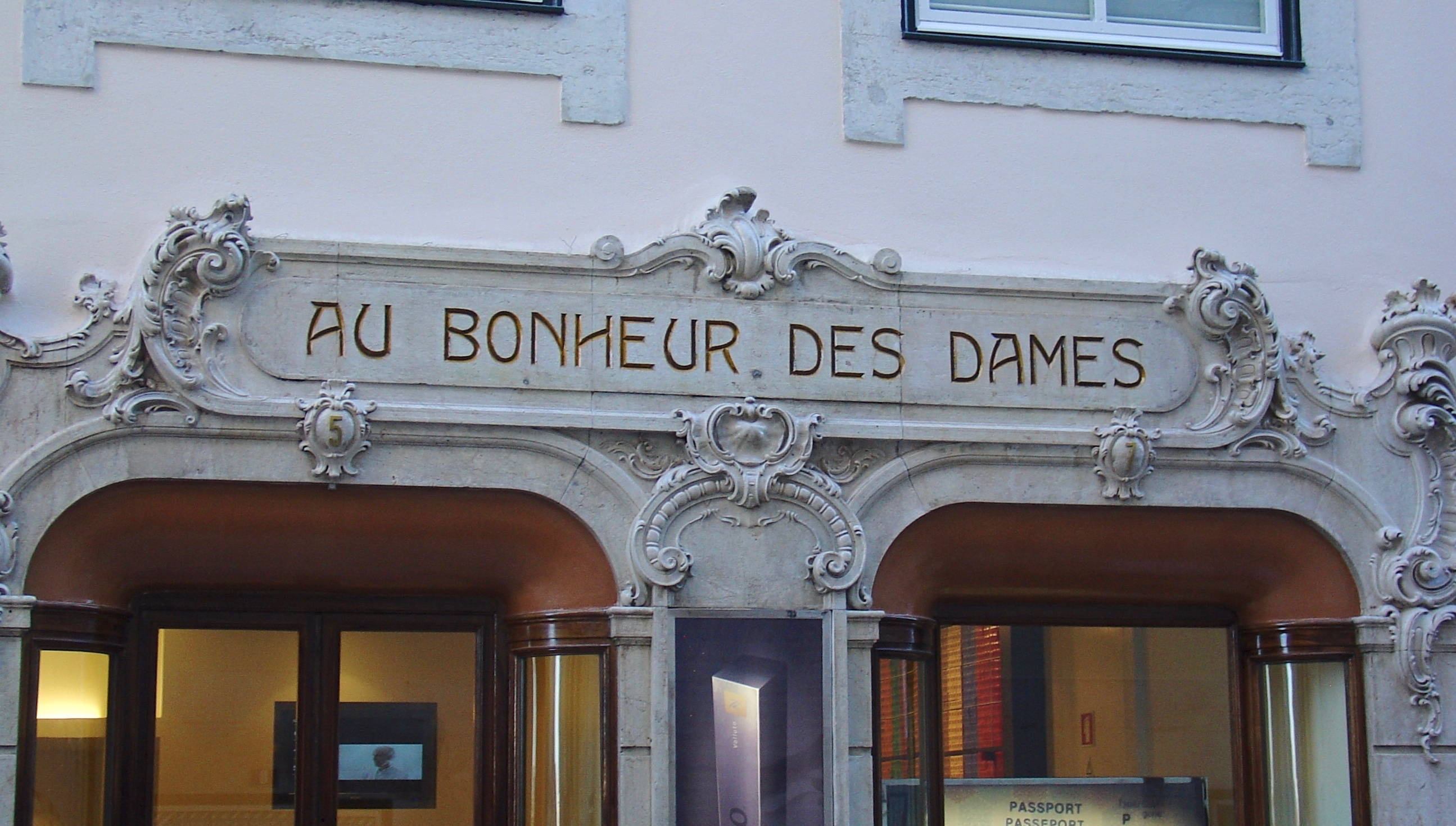
Vitrine d'un magasin situé Rua do Carmo à Lisbonne.

Les grands magasins apparaissent sur les boulevards des grandes villes vers 1850. Sur de vastes surfaces, ils disposent de comptoirs multiples, sont mieux approvisionnés et renouvellent régulièrement l'assortiment des produits offerts.
Ces grands magasins font suite aux petites échoppes médiévales situées dans des ruelles sombres, aux merceries du XVIIe siècle où se vend tout ce qui concerne l'habillement, mais aussi des objets de parfumerie, de quincaillerie, des instruments de musique, des remèdes, ainsi qu'aux « marchandes de frivolités », dites aussi « marchandes de modes », se spécialisant au XVIIIe siècle dans la vente de vêtements, chapeaux, plumes et ornements destinés à parer la clientèle féminine (fanfreluches, colifichets).
Les grands magasins succèdent également aux « magasins de nouveautés » (comme « Au Grand Mogol », « Le Tapis rouge » « La Fille d'honneur », « Les Deux Magots », « La Barbe d'or », « Aux Dames élégantes », « À la Belle Jardinière », « Le Bazar des Bons Marchés »). Ces enseignes — qui vendaient tout ce qui concerne la toilette de la femme — étaient apparues dans la deuxième partie du XVIIIe siècle dans des rues-galeries, des rues-salons et des passages couverts, tous lieux qui favorisent un chalandage paisible à l'abri des intempéries et d'une circulation parfois anarchique.
Ces grands magasins se présentent comme un nouvel espace de liberté pour les femmes de la bourgeoisie dont la vie sociale se limite encore à l'époque aux fêtes familiales et à quelques sorties au théâtre. Pour leur respectabilité, des entrepreneurs comme Jules Jaluzot, créateur du Printemps Haussmann, confient la tenue des stands non plus à des vendeurs hommes, les calicots, mais à des midinettes.
Accompagnant l'émergence des classes bourgeoises et de leur pouvoir d'achat, les grands magasins pratiquent l'entrée libre, des prix fixes (alors que les échoppes avaient tendance à vendre au plus cher, selon des prix « à la tête du client ») et affichés qui mettent fin au marchandage. Une marge plus faible compensée par un volume d'affaires plus important, rend les prix attractifs. Par ailleurs, la révolution industrielle favorise cette tendance de baisse des prix par la mécanisation et la production en série (notamment dans l'industrie textile), ce qui permet de diffuser une offre plus abondante et plus diversifiée (accélération du cycle de la mode qui se démocratise, logistique favorisée par le développement du chemin de fer). Sans que l'on puisse encore parler de démocratisation de la consommation, on remarque que « Les magasins proposent une offre plus large, régulièrement renouvelée et soutenue par les réclames, des soldes, des livraisons à domicile, la vente par correspondance ou les reprises de marchandises, ce qui accélère la rotation de stock ».

### Précurseurs
- En 1734, Bennett's of Irongate dans la ville de Derby est le premier grand magasin connu, fermé depuis octobre 2019[9],[10].
- En 1784, l'entrepreneur Jacques Calmane, associé aux commerçants Émile et Alphonse Fleck, ouvre à Paris au 67 de la rue du Faubourg-Saint-Martin une nouvelle forme de magasin à l'enseigne du « Tapis rouge »[11]. Le premier grand magasin de France comprend plusieurs immeubles de la rue et trois étages, bien éclairés par dix immenses verrières. « Il offre sur des milliers de mètres carrés et dans des galeries spacieuses et éclairées les nouveautés de la Maison Fleck. (...) Après avoir franchi les marches d'un escalier qu'on croirait suspendu dans les airs , tant sa structure est légère et sa pente facile, nous arrivons à l'entresol. » Comme le rapporte un journal de l'époque[12], « Quand on entre, on ne sait trop si l'on est dans un magasin ou dans l'un de ces vastes marchés de l'Orient qui offrent aux yeux des amateurs les produits de toutes les nations du globe. »
- En 1829, « Aux Trois-Quartiers » propose une surface commerciale de 27 000 m2 sur le boulevard de la Madeleine, à Paris[13].
- En 1832, le magasin « Austin's » en Irlande du Nord inaugure le principe de magasin par départements sur 2 300 m2[14].
- En 1836, le Bazar Bonne-Nouvelle est créé à Paris et son plan d'affaires est l'un des plus anciens conservé dans les archives françaises[15].

### Fondateur
En 1852 à Paris, le premier grand magasin qui incarne véritablement cette révolution commerciale et offre un vaste choix de rayons différents sur une très grande surface est Le Bon Marché, conçu et réalisé par Aristide Boucicaut. Il inspire le roman Au Bonheur des Dames d'Émile Zola.

### Propagateurs
Sur le modèle d'Aristide Boucicaut, les « grands magasins » vont éclore un peu partout et occuper de vastes bâtiments, sur plusieurs étages. L'aménagement est conçu de manière quasi-théâtrale : Gustave Eiffel est le concepteur technique du bâtiment pour Le Bon Marché. L'utilisation des structures métalliques permet d'abriter dans un volume grandiose plusieurs étages desservis par des escaliers majestueux. Il est fait une large place au luxe décoratif, et les derniers progrès techniques (électricité, ascenseurs, escaliers roulants) sont employés . Ces aménagements inédits s'inscrivent dans les transformations urbaines du XIXe siècle à l'image du Paris haussmannien. Émile Zola n'hésite pas à qualifier les Grands Magasins de « cathédrales du commerce ».
À partir du milieu du XIXe siècle, les ouvertures se multiplient en Europe, aux États-Unis et au Canada :
- En France, ce sont à Paris :
  - Le Bon Marché à partir de 1852,

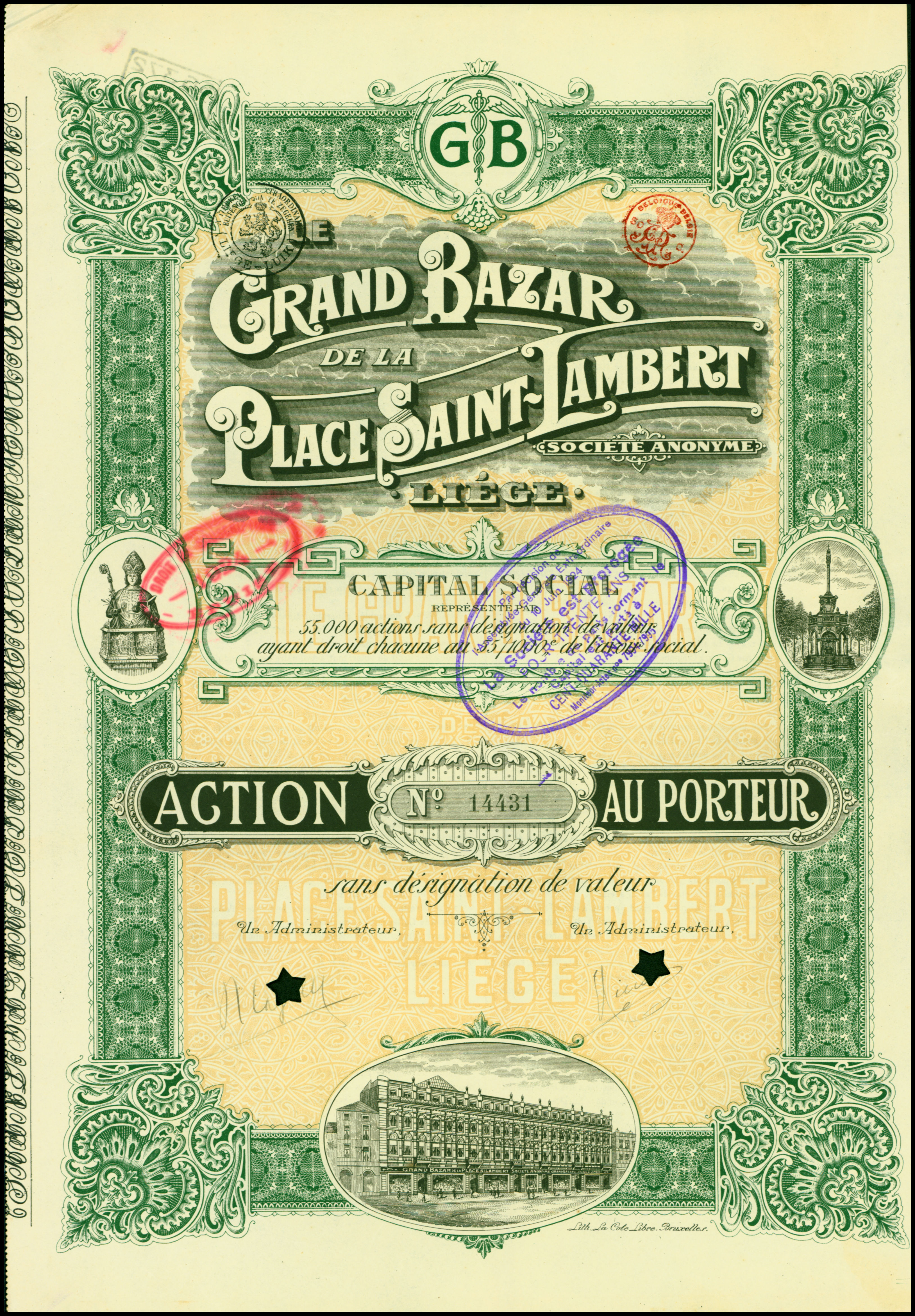
Action du Grand Bazar de la place Saint-Lambert, SA en date du 9 juillet 1921.

  - les Grands Magasins du Louvre, par Alfred Chauchard en 1855,
  - À la Belle Jardinière en 1856,
  - Les Grands Magasins Dufayel, par Jacques François Crespin en 1856, initialement sous l'enseigne Palais de la Nouveauté,
  - les Printemps Haussmann, par Jules Jaluzot en 1865,
  - la Samaritaine, par Ernest Cognacq et Louise Jay, en 1865,
  - les Magasins Réunis en 1866, financés par une banque belge, absorbés par une chaîne développée à Nancy par Antoine Corbin à partir de 1890,
  - les Grands Magasins de la Paix, rue du 4-Septembre, en 1869,
  - les Galeries Lafayette Haussmann en 1896, par Théophile Bader et Alphonse Kahn[16].

- En Belgique
  - le Bon Marché (sans lien avec le Bon Marché parisien) est ouvert en 1860 par François Vaxelaire. Vaxelaire, qui est d'origine lorraine, a découvert le concept de grand magasin à Paris. Lorsque les patrons du commerce de confection où il est commis lui en confient la direction, il le transforme en grand magasin et il rachète l'affaire en 1865.
  - Le Grand Bazar de la place Saint-Lambert à Liège, en 1885.
  - Le Grand Bazar du Bon Marché à Anvers, en 1885.
  - L'Innovation, à Bruxelles, en 1897.

- En Italie
  - La Rinascente, à Milan, en 1865.
  - Coin, près de Venise, en 1916.

- En Suisse

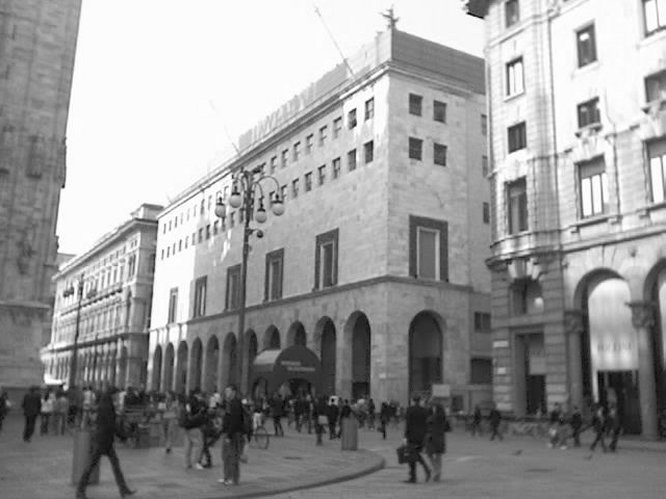
Le magasin historique de La Rinascente à Milan.

  - Globus, une chaîne de magasins fondée en 1907 à Zurich
  - Manor, une chaîne de magasins fondée en 1902 à Bienne.

- En Allemagne
  - Karstadt à Wismar en 1881, puis à Lübeck en 1884.
  - KaDeWe en 1905 à Berlin.

- En Suède
  - Nordiska Kompaniet (NK) situé à Stockholm et fondé en 1902. Il existe également un autre grand magasin NK à Göteborg qui a ouvert ses portes en 1971.

- Au Royaume-Uni
  - Harrods (ouvert à Londres depuis 1834) commence sa transformation en grand magasin en 1892 sous la direction de Richard Burbidge
  - Harry Gordon Selfridge ouvre Selfridges à Londres en 1909.

- En Russie
  - Kunst & Albers (de), ouvert à Vladivostok en 1864, se transforme en grand magasin en 1884 et développe son réseau à travers la Sibérie, neuf ans avant l'ouverture à Moscou du Goum.

- Au Mexique : J. Tron & Cia. ouvre El Palacio de Hierro à Mexico en 1888, sur les plans du Français Louis Faure-Dujarric.

- Aux États-Unis
  - La City of Paris Dry Goods Company est ouverte à San Francisco par les frères Émile et Félix Verdier de Nîmes en 1851,
  - Macy's ouvre à New York en 1858,
  - Marshall Field ouvre à Chicago en 1865.
  - John Wanamaker ouvre Wanamaker's à Philadelphie en 1876 : il reprend et développe la notion de ventes promotionnelles saisonnières inventée par Boucicaut au magasin Le Bon Marché à Paris[17], en transformant de façon systématique les fêtes religieuses et folkloriques (Noël, Pâques, Halloween, Saint-Valentin, etc.) en opportunités limitées dans le temps pour inciter fortement à l'achat.
  - Barneys New York, une enseigne fondée en 1923.

- Au Canada
  - Timothy Eaton ouvre Eaton's à Toronto, Ontario en 1869,
  - Nazaire Dupuis ouvre Dupuis Frères à Montréal, Québec en 1868,
  - Robert Simpson et William Trent établissent, en 1858, Simpson and Trent Groceries, Boots, Shoes and Dry Goods qui deviendra The Robert Simpson Company Limited (familièrement connu comme Simpson's) à Newmarket, Ontario,
  - Henry Morgan ouvre Morgan's à Montréal, Québec en 1845,
  - James Angus Ogilvy ouvre Ogilvy à Montréal, Québec en 1866.

- En Égypte
  - Léon Orosdi et Hermann Back ouvrent Orosdi-Back au Caire en 1856, rebaptisé Omar Effendi dans les années 1920.

## Grands magasins dans le monde

### France

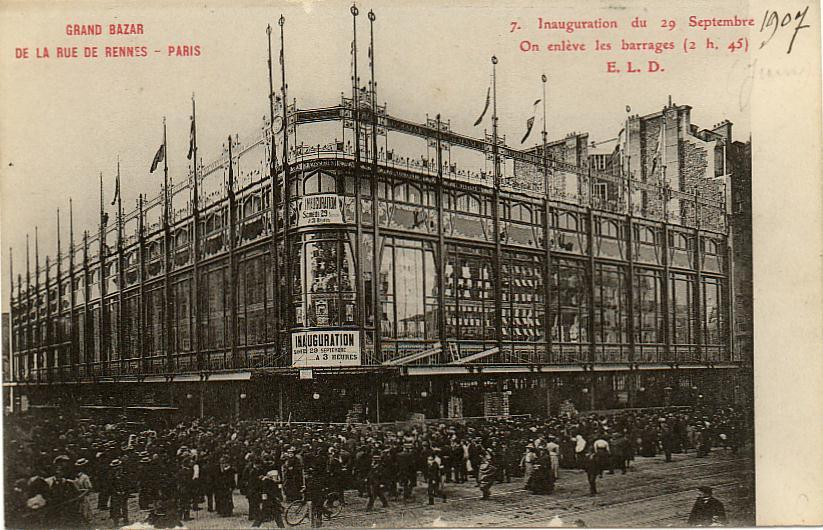
Inauguration du Grand Bazar de la rue de Rennes, en 1907.

Actuellement, les deux principales enseignes de grands magasins sont : le Printemps (créé en 1865 par Jules Jaluzot, ancien vendeur du Bon Marché) et les Galeries Lafayette (1893). Ces enseignes louent leurs espaces aux marques.
Outre les précédents, présents au niveau national, Paris compte Le Bon Marché (1852), le Bazar de l'Hôtel de Ville (situé près de l'Hôtel de Ville, il est couramment appelé le « BHV » et fut créé en 1856 par Xavier Ruel, ancien colporteur) et La Samaritaine, qui voit le jour en 1869. Des grands magasins existent aussi dans certaines grandes villes, comme Midica (1946) à Toulouse ou le Grand Bazar (1886) à Lyon. Cas unique en province, les Magasins Réunis (1890) de Nancy s'implantent à Paris mais également dans toute la France dans l'entre-deux guerres.
Autrefois, Paris abritait les activités du Tapis Rouge (1784) au 67, rue du Faubourg-Saint-Martin, des Grands Magasins du Louvre (1855-1974), d'À la Belle Jardinière (1866-1974), du grand magasin À Réaumur (Gobert-Martin), au 82 à 96 rue Réaumur, du Grand bazar de la rue de Rennes, du Palais de la Nouveauté, ou Grands Magasins Dufayel, sur le boulevard Barbès, du Petit Saint-Antoine, au 33 rue du Faubourg-Poissonnière, du grand magasin Au Gagne-Petit, avenue de l'Opéra, de la Maison Cheuvreux-Aubertot, sise boulevard Poissonnière et des Magasins Réunis.
Les grands magasins perdent de leur influence à partir des années 1970 avec l’essor de la grande distribution. Bernard Arnault et LVMH reprennent Le Bon Marché en 1985, puis la Samaritaine en 2000 ; François Pinault et PPR reprennent Le Printemps en 1992 (l’enseigne est revendue en 2006). Les magasins sont rénovés, mais la morosité est toujours présente. Ces groupes sont en difficulté à cause de grandes surfaces spécialisées comme Zara ou H&M qui sont également fabricants. Les Galeries Lafayette et le Printemps ont choisi à partir des années 2000 de jouer la carte du luxe et ciblent une clientèle aisée.
En raison de la pandémie de Covid-19, l'année 2020 est la pire de l'histoire des grands magasins parisiens. Outre le report à 2021 de la réouverture de la Samaritaine, et les fermetures temporaires survenues lors des confinements (notamment celle de deux mois entre la mi-mars et la mi-mai, longueur jamais connue, même pendant les guerres), ils subissent aussi la perte de leur clientèle étrangère, à quoi se surajoute une forme de désaffection des Français pour la mode, le développement du commerce en ligne et des restrictions de l’utilisation de la voiture dans la capitale.

### Europe
L'Allemagne possède les chaînes Kaufhof, Hertie, Karstadt et le KaDeWe à Berlin.
L'Espagne a El Corte Inglés comme enseigne de référence.
Au Portugal, on trouve les enseignes Marques & Soares et El Corte Inglés.
Au Royaume-Uni, les enseignes Fortnum & Mason, Harrods, Selfridges, Hamleys, Liberty, Woolworth's, House of Fraser, et John Lewis occupent ce créneau de la distribution. Pour des raisons historiques ou de proximité géographique, Debenhams et Marks & Spencer, sont présents tant au Royaume-Uni qu'en Irlande.
En Italie, La Rinascente et Coin sont présents dans la plupart des grandes villes du pays.
En Belgique, Galeria Inno possède plusieurs grands magasins.
En Suisse, on trouve dans tout le pays les grands magasins Manor, Coop City et Globus. Le plus grand magasin de Suisse est Jelmoli, à Zurich.
L'Irlande est le berceau de Arnotts (Ireland), Brown Thomas, Clerys, Dunnes Stores, Harvey Nichols et House of Fraser.
En Finlande, Stockmann et Sokos sont implantés dans la capitale. En Suède, Nordiska Kompaniet et Åhléns se partagent les faveurs des chalands.
Au Danemark, le Magasin du Nord se trouve à Copenhague, sur la place Kongens Nytorv, à proximité de Nyhavn.
En Russie, on trouve les centres commerciaux Goum, le Tsoum ainsi que le Marché Gorbouchka à Moscou, et plusieurs Gostiny Dvor dont celui de Saint-Pétersbourg, ainsi que Le Passage également à Saint-Pétersbourg.

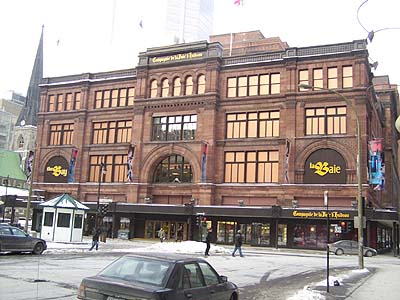
Magasin La Baie à Montréal.

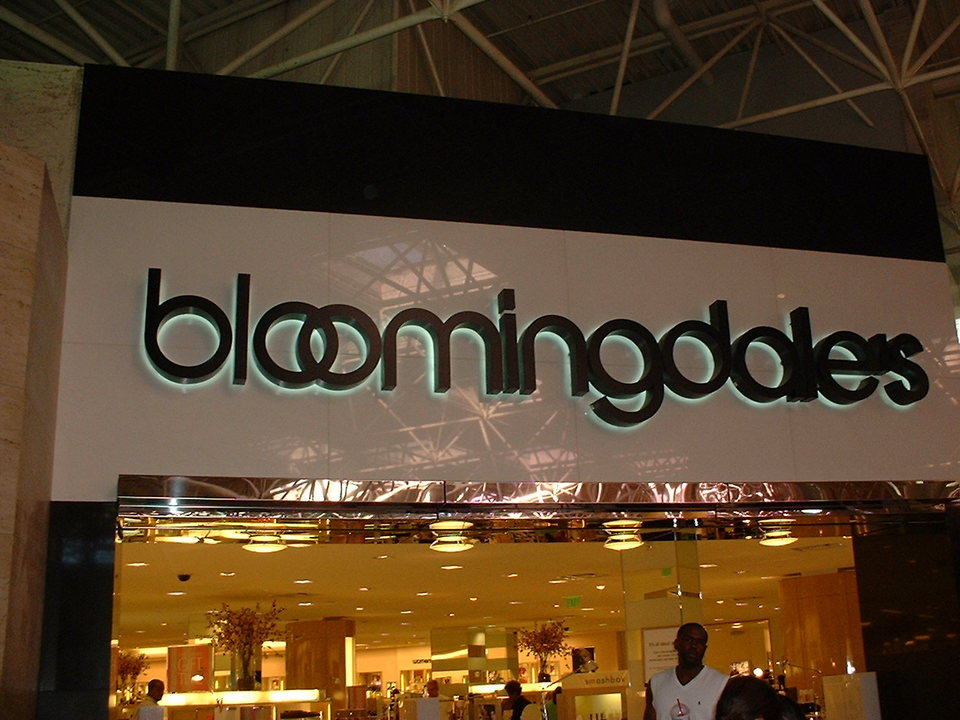
Bloomingdale's à Atlanta.

### Amérique du Nord
Les grands magasins du Canada sont la Compagnie de la Baie d'Hudson, Saks Fifth Avenue, Nordstrom, Holt Renfrew, et La Maison Simons.
Les États-Unis, sont le berceau de Bloomingdale's, JC Penney, Saks Fifth Avenue, Sears qui ont une implantation internationale et des chaines locales de Dillard's, Gottschalk, Macy's, Nordstrom, Lord & Taylor ou Neiman Marcus.
Le Mexique a El Palacio de Hierro, Liverpool et Sanborns.

### Japon
Les principaux grands magasins du Japon sont Isetan, Matsuzakaya, Mitsukoshi et Takashimaya.

## Grands magasins dans la culture
Dès l'écriture de Au Bonheur des Dames par Émile Zola en 1883, les grands magasins sont le sujet de créations artistiques.
Au cinéma, outre l'adaptation d'Au Bonheur des Dames par André Cayatte en 1943, ces enseignes apparaissent dans Bébert et l'Omnibus d'Yves Robert (1963), Peur sur la ville d'Henri Verneuil (1974), Riens du tout où Cédric Klapisch met en scène les méthodes managériales du commerce (1992).
À la grande époque, les enseignes commandent également des réclames aux affichistes parmi lesquels Jean-Alexis Rouchon et Jules Chéret, alors qu'aujourd'hui les Galeries Lafayette louent le talent du graphiste et photographe Jean-Paul Goude pour leurs publicités.

### Documentaire
- 2017 : Les grands magasins, ces temples du rêve